# جايسون جنكينز
جايسون جنكينز (بالإنجليزية: Jason Jenkins)‏ هو لاعب اتحاد الرغبي جنوب أفريقي، ولد في 2 ديسمبر 1995 في بريتوريا في جنوب أفريقيا.